# Yūsuke Tanaka (futbolista nacido en febrero de 1986)
Yūsuke Tanaka (田中 佑昌 Tanaka Yūsuke?, nacido el 3 de febrero de 1986 en Fukuoka) es un futbolista japonés que se desempeña como centrocampista.

## Trayectoria

### Clubes
| Club             | País  | Año         |
| ---------------- | ----- | ----------- |
| Avispa Fukuoka   | Japón | 2004 - 2011 |
| JEF United Chiba | Japón | 2012 - 2015 |
| Ventforet Kofu   | Japón | 2016 -      |

## Estadística de carrera

### J. League
| Club             | Año   | J. League | J. League | Copa J. League | Copa J. League | Total | Total |
| Club             | Año   | Part.     | Goles     | Part.          | Goles          | Part. | Goles |
| ---------------- | ----- | --------- | --------- | -------------- | -------------- | ----- | ----- |
| Avispa Fukuoka   | 2004  | 28        | 1         | -              | -              | 28    | 1     |
| Avispa Fukuoka   | 2005  | 33        | 7         | -              | -              | 33    | 7     |
| Avispa Fukuoka   | 2006  | 22        | 2         | 1              | 0              | 23    | 2     |
| Avispa Fukuoka   | 2007  | 46        | 5         | -              | -              | 46    | 5     |
| Avispa Fukuoka   | 2008  | 39        | 7         | -              | -              | 39    | 7     |
| Avispa Fukuoka   | 2009  | 40        | 10        | -              | -              | 40    | 10    |
| Avispa Fukuoka   | 2010  | 23        | 5         | -              | -              | 23    | 5     |
| Avispa Fukuoka   | 2011  | 32        | 1         | 1              | 0              | 33    | 1     |
| JEF United Chiba | 2012  | 34        | 8         | -              | -              | 34    | 8     |
| JEF United Chiba | 2013  | 37        | 9         | -              | -              | 37    | 9     |
| JEF United Chiba | 2014  | 22        | 0         | -              | -              | 22    | 0     |
| JEF United Chiba | 2015  | 28        | 1         | -              | -              | 28    | 1     |
| Ventforet Kofu   | 2016  | 34        | 5         | 4              | 0              | 38    | 5     |
| Ventforet Kofu   | 2017  | 32        | 0         | 0              | 0              | 32    | 0     |
| Total            | Total | 450       | 61        | 6              | 0              | 456   | 61    |